# Рижское наместничество

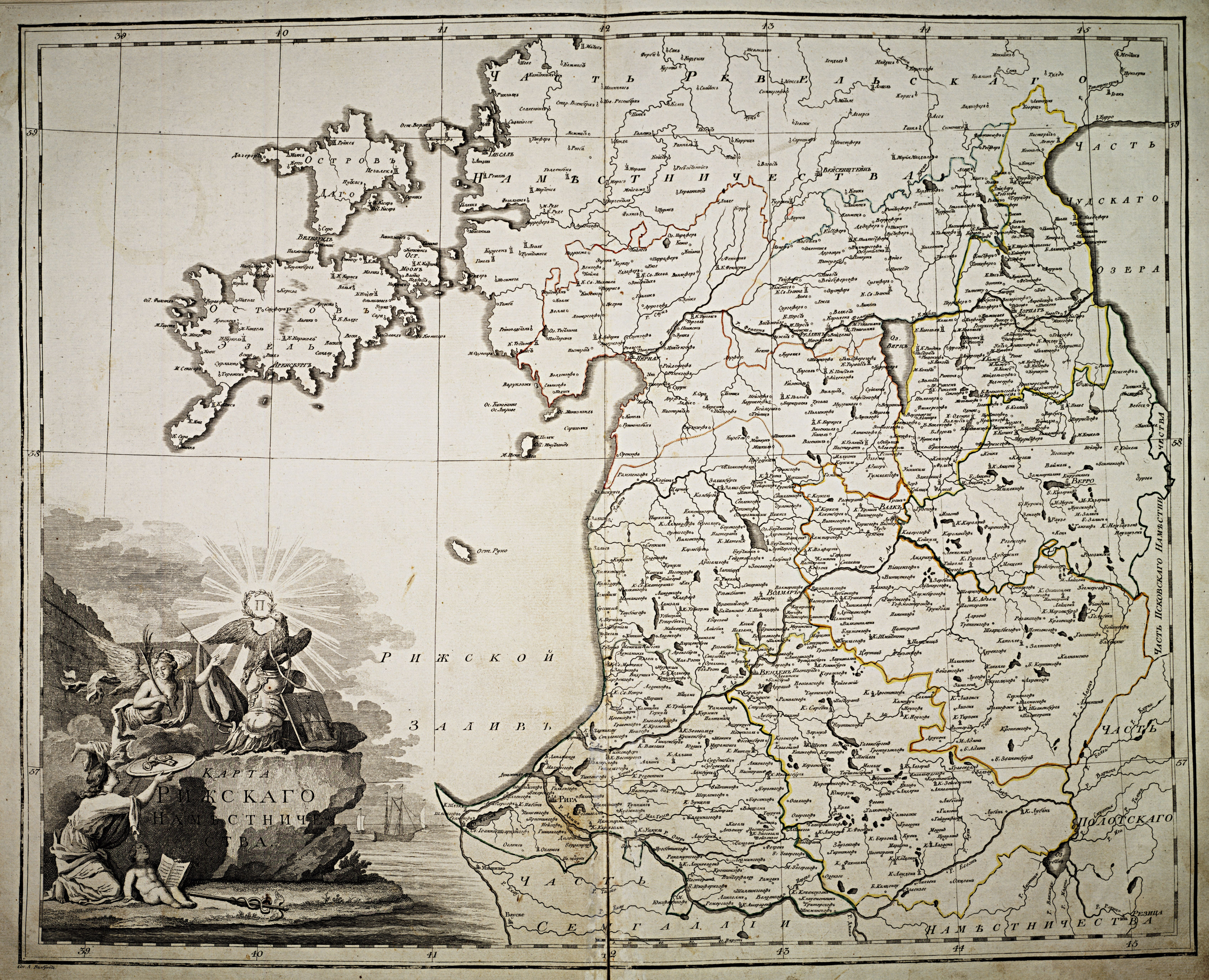
Карта Рижского наместничества.
«Российский атлас», 1792 год

Ри́жское наме́стничество (латыш. Rīgas vietniecība, нем. Rigasche Statthalterschaft) — бывшая административная единица в составе Российской империи (1783—1796), образованная из Рижской губернии (включала в себя современный Видземский край, а также часть нынешней Эстонии). Высшая административная и военная власть принадлежала генерал-губернатору Риги, гражданская власть — правителю Рижского наместничества (губернатору).

## История
3 июля 1783 года указом российской императрицы Екатерины II в соответствии с изданным в 1775 году Учреждением о губерниях Рижская губерния была преобразована в Рижское наместничество с системой органов власти, построенной по общероссийскому законодательству. Им управлял назначенный императрицей генерал-губернатор, в круг обязанностей которого входило также и командование армией. До 1786 года существовала коллегия советников — ландратов. В соответствии с данной 21 апреля 1785 года императрицей Екатериной II «Грамотой на права и выгоды городам Российской империи» после 1787 года вместо Рижского городского совета избиралась городская дума и другие органы городского самоуправления. Вместо Большой гильдии были созданы три купеческие гильдии. В уездах были созданы земские суды, в каждом из которых двое из пяти судебных заседателей были крестьянами.
После смерти Екатерины II 28 ноября 1796 года её сын Павел I подписал указ, согласно которому Рижское наместничество было преобразовано в Лифляндскую губернию.

## Административное деление
В Рижское наместничество входило девять уездов:
- Рижский уезд (Rīgas apriņķis; Rigische Kreis) — город Рига и 25 волостей,
- Венденский уезд (Cēsu apriņķis; Wendensche Kreis) — город Цесис, 16 волостей,
- Вольмарский уезд (Valmieras apriņķis; Wolmarsche Kreis) — города Валмиера и Лимбажи, 13 волостей,
- Валкский уезд (Valkas apriņķis; Walksche Kreis) — город Валка, 11 волостей,
- Верроский уезд (Veravas apriņķis; Werrosche Kreis) — город Выру, 8 волостей,
- Дерптский уезд (Tērbatas apriņķis; Dörptsche Kreis) — город Тарту, 14 волостей,
- Феллинский уезд (Vīlandes apriņķis; Fellinsche Kreis) — город Вильянди, 8 волостей,
- Перновский уезд (Pērnavas apriņķis; Pernausche Kreis) — город Пярну, 13 волостей,
- Эзельский (Аренсбургский) уезд (Ārensburgas apriņķis; Arenburgische Kreis) — город Курессааре, 16 волостей.

## Руководители наместничества
- 1783 — Николай Наумов
- 1783—1790 — Александр Беклешов
- 1790—1792 — Иван Рек
- 1792—1795 — Пётр Пален
- 1795—1796 — Казимир фон Мейендорф